# 市松姫
市松姫（いちまつひめ、1627年? - ?）は、江戸時代前期の女性。福岡藩第3代藩主、黒田光之の正室。院号は寶光院（ほうこういん）。
小倉藩初代藩主小笠原忠真の長女で、母は本多忠政の娘・亀姫。
異父兄姉（父親同士は兄弟）に小笠原長次、繁姫、同父母兄弟に小笠原長安・小笠原長宣、異母弟に小笠原忠雄・小笠原真方・小笠原長弘がいる。
正保4年（1647年）に福岡藩主・黒田忠之の嫡男・光之の正室となった。婚儀の折、黒田家からは粟田口吉光の短刀（博多藤四郎・重文）が小笠原家に贈られた。
子女に、筑姫（酒井忠挙正室）、黒田綱之、市之助、福岡藩4代藩主黒田綱政、直方藩主黒田長清。
墓所は福岡市博多区崇福寺、東京都渋谷区祥雲寺、和歌山県高野山奥の院。藩主正室の供養墓としては巨大な墓標である。